# Pegat de nicotina

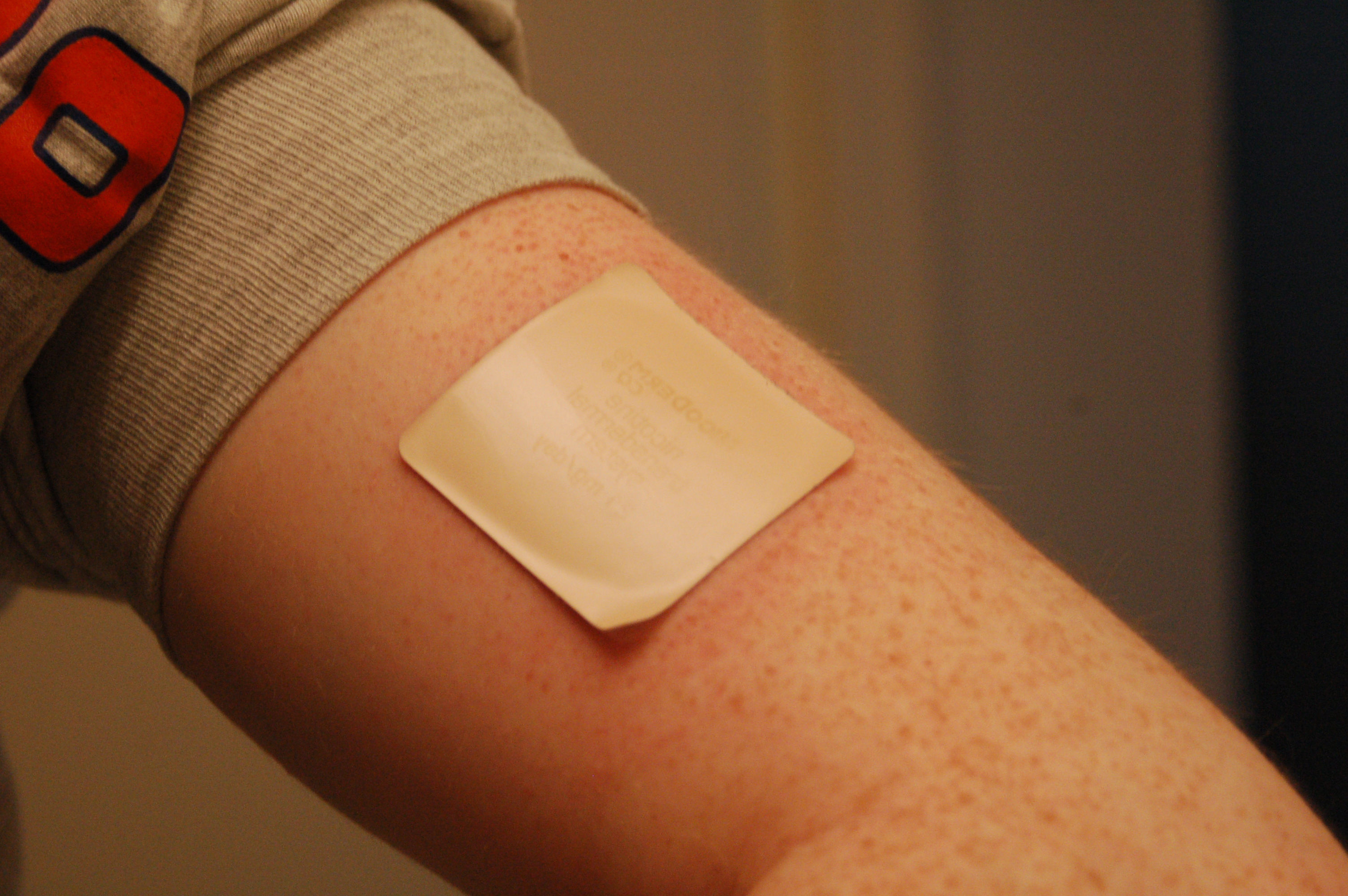
Pegat de nicotina

El pegat de nicotina és un pegat, utilitzat en la teràpia de substitució de nicotina, conté petites dosis de nicotina que la majoria dels fumadors utilitzen quan fan el primer intent de deixar de fumar. Es pot adquirir sense prescripció mèdica.

## Funcionament
El pegat de nicotina es col·loca a la pell (neta, seca i sense pèl) de l'avantbraç, l'espatlla o el maluc. Aquest pegat proveeix el cos d'una quantitat petita i contínua de nicotina. Instruccions: per a un consum de 20 cigarretes al dia: 4 setmanes a dosi alta, 2 setmanes a dosi mitjana i 2 setmanes a dosi baixa, per permetre que els usuaris redueixin la quantitat de nicotina amb el pas del temps. Durada general: 8 setmanes. Dosi de nicotina: pot variar (21 mg, 14 mg o 7 mg, els que es porten 24 hores; o 15 mg, 10 mg o 5 mg els que es porten 16 hores).
Efectes adversos més freqüents: reacció cutània local, insomni i/o alteració del son.
Contraindicacions: malaltia cardíaca o vascular greu recent, ulcus pèptic, malalties dermatològiques.